# Briozous
Els briozous (Briozoa) o ectoproctes són un embrancament d'animals invertebrats aquàtics petits, caracteritzats per la presència d'un lofòfor i tentacles ciliats que serveixen per capturar aliment.
Normalment mesuren uns 0,5 mm de longitud. S'han descrit unes 5,869 espècies. La majoria d'espècies marines viuen en aigües tropicals, però unes poques habiten a fosses marines, i altres habiten en aigües polars. Una classe viu únicament en una varietat d'entorn d'aigua dolça, i uns pocs membres d'una classe majoritàriament marina prefereixen les aigües salobres. Exceptuant un gènere, els briozous formen grans colònies de membres microscòpics. Es depositen a les costes quan hi ha vents forts o activitat en un llac. També se'ls coneix com a "animal molsa", ja que moltes vegades el seu aspecte recorda una coberta subaquàtica de molsa.
Com els braquiòpodes, es caracteritzen per presentar un lofòfor evaginable, tret que situa als braquiòpodes i als briozous dins del clade Lophotrochozoa; la seva funció és principalment l'alimentació. Es tracta d'una corona de tentacles que generen corrents d'aigua cap a la boca de l'individu; al seu torn, aquests tentacles secreten una substància enganxosa que afavoreix la captura del plàncton, principal dieta dels briozous, i el dirigeixen cap a la boca.
El zoeci, o coberta protectora, pot ser quitinós o calcari, de forma cilíndrica i amb una obertura per a la sortida del polípide. Aquesta obertura pot presentar opercle o no.
En molts grups pot haver zooides especialitzats, donant un tret més avançat al grup. Els zooides especialitzats en la defensa de la colònia se'ls coneix com a "avicularis". Els encarregats de la neteja, "vibracularis", i els que s'ocupen exclusivament de la reproducció, "gonanfis".

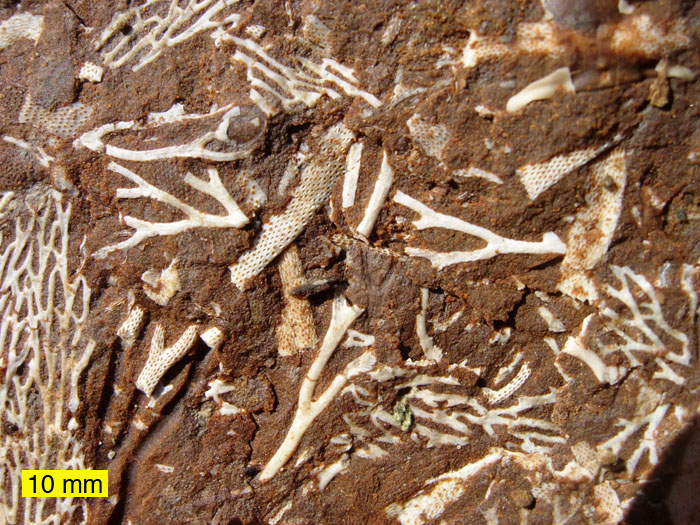
Briozous de l'ordovicià a una pissarra bituminosa trobada a Estònia
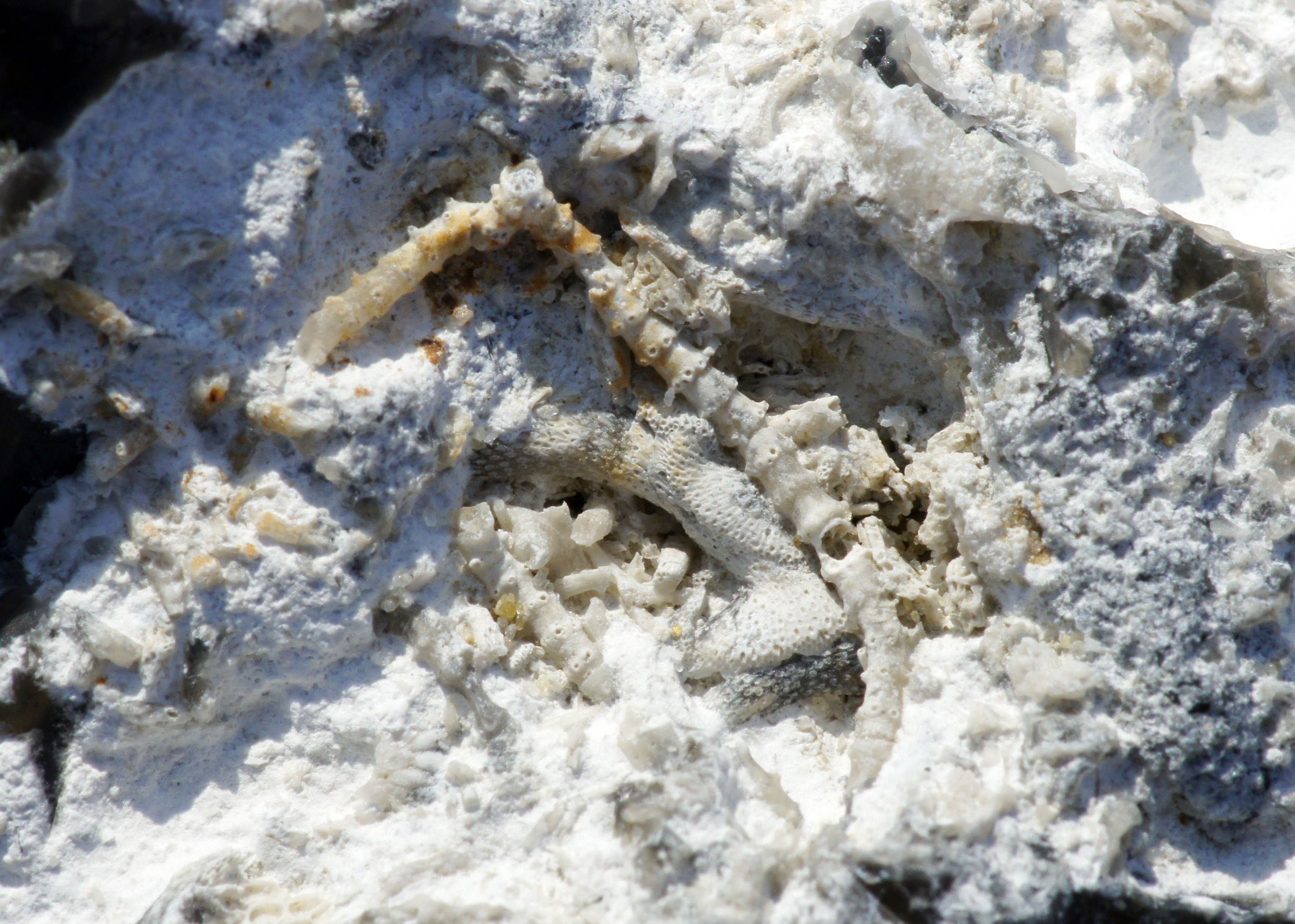